# Stylogaster parrilloi
Stylogaster parrilloi är en tvåvingeart som beskrevs av Camras 2004. Stylogaster parrilloi ingår i släktet Stylogaster och familjen stekelflugor.
Artens utbredningsområde är Costa Rica. Inga underarter finns listade i Catalogue of Life.